# Club Deportivo Luis Ángel Firpo
Il Club Deportivo Luis Ángel Firpo è una società calcistica salvadoregna, con sede a Usulután. Milita nella Primera División de Fútbol Profesional, la massima serie del calcio salvadoregno.

## Storia
Fondato il 17 settembre 1923, venne inizialmente chiamato Tecún Umán, ma vari soci fondatori appassionati di boxe, decisero di cambiare il nome in Club Deportivo Luis Ángel Firpo, in onore del pugile argentino Luis Ángel Firpo detto "Il toro selvaggio della Pampa", dopo un suo storico incontro contro Jack Dempsey, combattuto nello stadio Polo Grounds di New York, di fronte a 80 000 spettatori il 14 settembre 1923.

## Organico

### Giocatori in rosa
Aggiornato al 2020
| N. |                            | Ruolo | Calciatore             |
| -- | -------------------------- | ----- | ---------------------- |
| 1  | El Salvador (bandiera)     | P     | Matías Coloca          |
| 2  | El Salvador (bandiera)     | D     | Eduardo Vigil          |
| 3  | El Salvador (bandiera)     | D     | Lizandro Claros        |
| 4  | El Salvador (bandiera)     | D     | Jefferson Polío        |
| 5  | Colombia (bandiera)        | D     | Tardelis Peña          |
| 6  | El Salvador (bandiera)     | C     | Marvin Ramos           |
| 7  | Rep. Dominicana (bandiera) | C     | Gabriel Núñez          |
| 8  | El Salvador (bandiera)     | C     | Ever Flores (capitano) |
| 9  | Nigeria (bandiera)         | A     | Fredrick Ogangan       |
| 10 | Panama (bandiera)          | A     | Nelson Barahona        |
| 11 | Panama (bandiera)          | A     | Armando Polo           |
| 12 | El Salvador (bandiera)     | C     | Daniel Luna            |

| N. |                        | Ruolo | Calciatore          |
| -- | ---------------------- | ----- | ------------------- |
| 15 | El Salvador (bandiera) | A     | Christian Bautista  |
| 16 | El Salvador (bandiera) | D     | Giovani Zavaleta    |
| 17 | El Salvador (bandiera) | C     | Fernando Valladares |
| 19 | El Salvador (bandiera) | A     | Edgar Cruz          |
| 21 | El Salvador (bandiera) | A     | Christopher Galeas  |
| 22 | El Salvador (bandiera) | C     | Francisco Escobar   |
| 23 | El Salvador (bandiera) | C     | William Mancía      |
| 24 | El Salvador (bandiera) | C     | Edgar Dubon         |
| 25 | El Salvador (bandiera) | P     | Daniel Gutiérrez    |
| 29 | El Salvador (bandiera) | A     | Luis Canales        |
| 30 | El Salvador (bandiera) | D     | Mario Martinez      |
| 32 | El Salvador (bandiera) | D     | Lisandro Claros     |

### Rosa 2008-2009
| N. |                        | Ruolo | Calciatore                    |
| -- | ---------------------- | ----- | ----------------------------- |
| 1  | El Salvador (bandiera) | P     | Juan José Gómez               |
| 2  | El Salvador (bandiera) | D     | Salvador Morales              |
| 3  | El Salvador (bandiera) | D     | Mauricio Quintanilla          |
| 4  | El Salvador (bandiera) | D     | Carlos Romeo Monteagudo       |
| 5  | El Salvador (bandiera) | D     | Edwin Alexander González      |
| 6  | El Salvador (bandiera) | C     | Alexis Maravilla              |
| 7  | Argentina (bandiera)   | A     | Patricio Barroche             |
| 8  | Argentina (bandiera)   | C     | Leonardo Pekarnik             |
| 9  | Cile (bandiera)        | A     | Ramón Patricio Ávila          |
| 10 | El Salvador (bandiera) | C     | Francisco José Medrano        |
| 11 | Argentina (bandiera)   | A     | Fernando Leguizamón           |
| 12 | El Salvador (bandiera) | C     | Carlos Enrique Calderon       |
| 13 | El Salvador (bandiera) | C     | Yosimar Hernández             |
| 14 | El Salvador (bandiera) | D     | Jorge Elenilson Sánchez Garay |

| N. |                        | Ruolo | Calciatore                     |
| -- | ---------------------- | ----- | ------------------------------ |
| 15 | El Salvador (bandiera) | D     | Manuel Alejandro Salazar Rivas |
| 16 | El Salvador (bandiera) | C     | Josué Méndez                   |
| 17 | El Salvador (bandiera) | C     | Rubén Adolfo Quijada           |
| 18 | El Salvador (bandiera) | A     | Herbert Barrera                |
| 19 | El Salvador (bandiera) | C     | Christian Alexander Sánchez    |
| 20 | El Salvador (bandiera) | A     | Emerson Leopoldo Véliz         |
| 21 | El Salvador (bandiera) | A     | Ricardo Orellana               |
| 22 | El Salvador (bandiera) | P     | Henry Edimar Hernández Cruz    |
| 23 | El Salvador (bandiera) | C     | José Eduardo Campos            |
| 24 | El Salvador (bandiera) | C     | Dennis Jonathan Alas           |
| 25 | El Salvador (bandiera) | P     | Guillermo Josué Pino           |
| 59 | El Salvador (bandiera) | C     | Adán Flores                    |

## Palmarès

### Competizioni nazionali
- Campionato salvadoregno di calcio: 9

1988-'89, 1990-'91, 1992-'93, 1997-'98, Clausura 1999, Clausura 2000, Apertura 2007, Clausura 2008

### Altri piazzamenti
- CONCACAF Cup Winners Cup:

Finalista: 1995
Terzo posto: 1993